# 331992 Chasseral
331992 Chasseral este o planetă minoră (asteroid) din centura de asteroizi. A fost descoperită pe 3 aprilie 2005 la Vicques⁠(d) de Michel Ory⁠(d). 
Obiectul prezintă o orbită caracterizată de o semiaxă mare de 2,262347940576 UAi, o excentricitate de 0,11, o înclinație de 6,5 ° în raport cu ecliptica.